# Спецназ реформ
«Спецназ реформ» — поширена в журналістському та експертному середовищі України назва команди іноземних реформаторів, що працюють на державних посадах в Україні з 2014 року. Станом на Березень 2017-го року майже усі іноземні реформатори залишил свої посади, цитуючи активний спротив боротьбі з корупцією як з боку Адміністраціх Президента П. Порошенка, так і його політичного проекту Блок Петра Порошенка.

## Виникнення терміна
Після Революції гідності на державні посади почали залучати менеджерів з приватного сектора, а також держуправлінців, що мають успішний досвід проведення реформ в інших країнах. В кінці 2014 року команда президента делегувала до складу уряду і інших органів влади професійних менеджерів-технократів з-за кордону, кандидатури яких підбирав Глава Адміністрації Президента Борис Ложкін. З призначенням перших іноземців членами уряду у журналістському середовищі почали використовувати термін "спецназ реформ".   
|  | «Задум полягав у тому, щоб до державного апарату прийшли люди із західним технократичним мисленням та новим стилем роботи. Вони повинні були взяти на себе роль драйверів змін, стати своєрідним спецназом реформ. Місія спецназу полягала в тому, щоб апробовані моделі ефективного функціонування тих чи інших систем виступили джерелами модернізації та змін» - політолог, директор Інституту глобальних стратегій Вадим Карасьов, «Обозреватель» |

18 грудня 2015 в інтерв'ю азербайджанському виданню Haqqin.az [Архівовано 20 грудня 2015 у Wayback Machine.] Борис Ложкін заявив, що команда «спецназу реформ» була запрошена в Україні для того, щоб реформування країни отримало безальтернативний характер. «Це люди з нульовою толерантністю до корупції, які мають практичний управлінський досвід. Люди без старих українських шор. І якщо дивитися на проміжні результати їх роботи, їх запрошення було правильним рішенням», — зазначив він.

## Персоналії
Представниками «спецназу реформ» вважають державних діячів, які прийняли українське громадянство заради роботи в Україні, маючи за мету - впровадження реформ. Такими стали: міністр фінансів з 2014 по 2016 Наталія Яресько, міністр економіки з 2014 по 2016 Айварас Абромавичус, заступник міністра юстиції з 2015 року Гія Гецадзе, заступник директора Національного антикорупційного бюро з 2015 року Гізо Углаву, заступник генерального прокурора з 2015 по 2016 Давіда Сакварелідзе, заступник міністра внутрішніх справ з 2014 по 2016 Еку Згуладзе, керівник Національної поліції України з 2015 року Хатію Деканоїдзе. Вони були призначені на посади в 2014—2015 роках після прийняття українського громадянства. 
В грудні 2015 року представники «спецназу реформ» потрапили до ТОП-100 найвпливовіших українців за версією журналу «Фокус». Міністр фінансів Наталі Яресько зайняла 10 позицію рейтингу, перший заступник міністра внутрішніх справ Ека Згуладзе — 28, міністр економіки Айварас Абромавічус — 36.

### Наталія Яресько

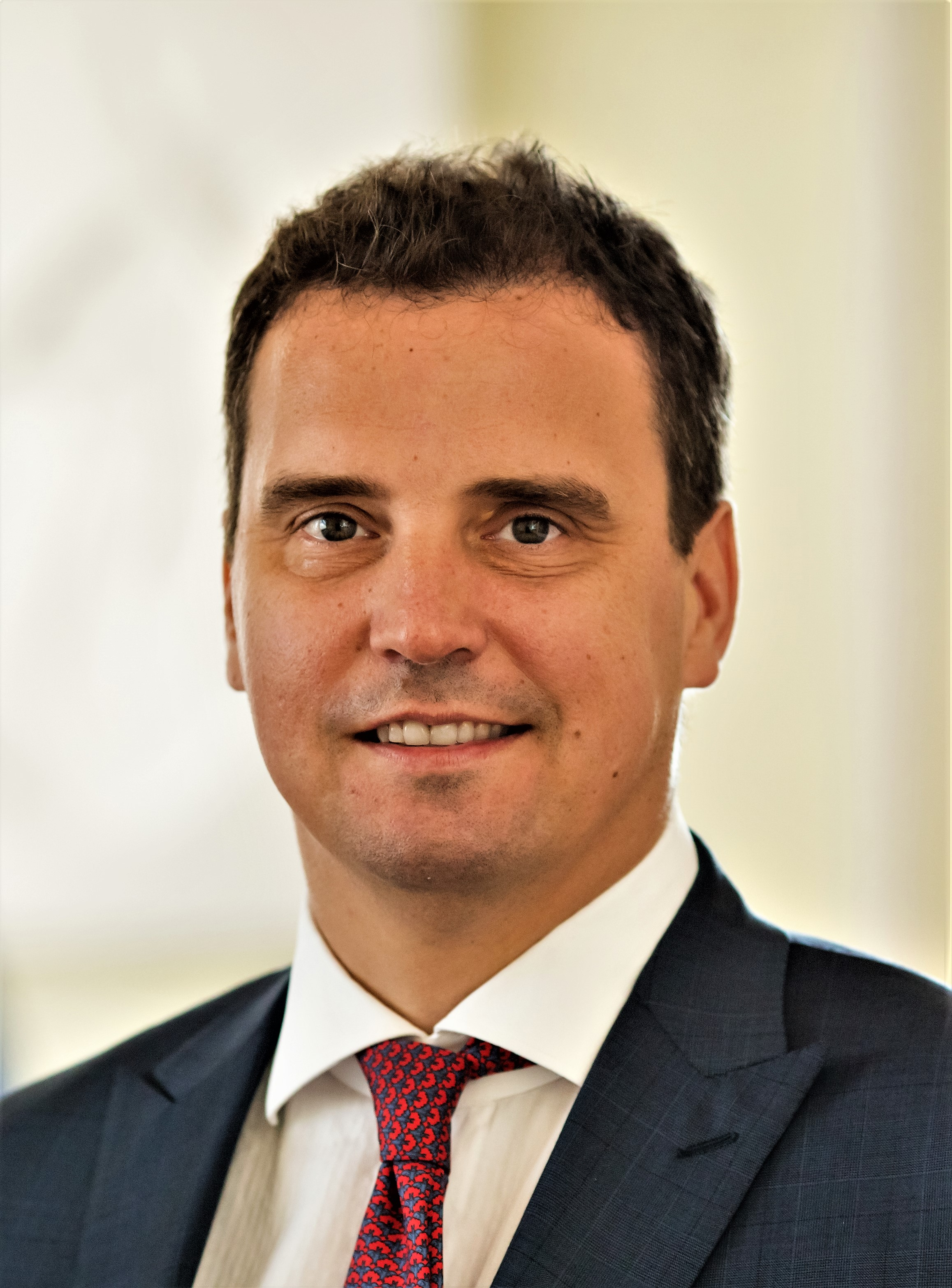
Айварас Абромавичус

Міністр фінансів (2 грудня 2014 — 14 квітня 2016). 
До призначення в Кабінет міністрів України — співзасновник і колишній виконавчий директор інвестиційної компанії Horizon Capital.
Серед основних досягнень Наталі Яресько на посаді міністра фінансів ЗМІ називають успішні переговори з міжнародної фінансової допомоги Україні від Міжнародного валютного фонду, Світового банку, Євросоюзу, США і Японії.
Крім того, Яресько провела переговори з міжнародними кредиторами про реструктуризацію боргу України. У підсумку Комітет приватних кредиторів погодився списати Україну 20 % боргу і відстрочити виплату решти боргу на чотири роки.
|  | «У середовищі світових фінансистів вона своя людина, яка говорить їхньою мовою. Списання 3,6 млрд. доларів - це результат грамотних переговорів. І, як ми здогадуємося, її аргументом був не пістолет на столі, а план виходу України з кризи» - оглядач Андрій Черніков,«Лівий берег» |

### Айварас Абромавичус
Міністр економічного розвитку і торгівлі (2 грудня 2014 — 14 квітня 2016). 
До призначення в український уряд — співвласник і один з керівників шведської інвестиційної компанії East Capital.
Айварас Абромавичус виступає за масштабну приватизацію та активну дерегуляцію бізнесу, займається реформою управління держпідприємствами, впровадженням електронних торгів у сфері держзакупівель. У жовтні 2015 згідно з щорічним рейтингом «Doing Business» від Світового банку Україна піднялася на 13 позицій, зайнявши 83 місце. Експерти Світового банку відзначили, що ключовою реформою, яка сприяла підвищенню рейтингу, є спрощення реєстрації бізнесу.

### Гія Гецадзе
Заступник міністра юстиції (від 4 лютого 2015 року). 
До призначення на посаду заступника глави Міністерства юстиції працював деканом юридичного факультету Державного університету Іллі в Тбілісі, є незалежним членом Державної конституційної комісії Грузії.
Міністерство юстиції за підсумками 9 місяців 2015 зайняло 1 місце серед усіх міністерств і відомств у процесі впровадження реформ. Серед досягнень Міністерства юстиції називають відкриття реєстрів даних (СПД та юридичних осіб, майнових реєстрів, створення реєстру майнових декларацій чиновників і «корупційного» реєстру), запуск електронних сервісів Мін'юсту, ліквідацію реєстраційної та виконавчої служб, запуск мережі Будинків юстиції, значне скорочення і кадрове оновлення Мін'юсту на конкурсній основі.

### Гізо Углава
Заступник директора Національного антикорупційного бюро України  (від 27 квітня 2015 року). 
У 2009—2012 роках працював заступником Головного прокурора Грузії, в 2013—2014 роках займався адвокатською діяльністю. Відповідає за набір, навчання і роботу детективів, аналітиків та IT-відділу Національного антикорупційного бюро, є одним з ідеологів створення НАБУ.
|  | «Гізо Углава - кадровий працівник прокуратури з 20-річним стажем, який пройшов усі щаблі, і став заступником генерального прокурора Грузії. Його спеціалізацією були антикорупційні розслідування у грузинській владі. І у цій сфері він домігся серйозних успіхів. У Грузії не було недоторканних - ні в органах влади, ні в оточенні вищих посадових осіб. Я проводжу постійні консультації з представниками правоохоронних органів та дипломатами Канади, Великої Британії, США, Польщі, Європейського союзу. Вони дали мені найпозитивніші рекомендації щодо кандидатури Гізо, оскільки він має серйозні зв'язки на Заході в правоохоронних структурах, має великий досвід успішної взаємодії. Цей фактор став ключовим» - Директор НАБУ Артем Ситник, «Цензор.нет» |

### Давід Сакварелідзе
Заступник Генерального прокурора  (16 лютого 2015 — 29 березня 2016). 
З 16 вересня 2015 також працює на посаді прокурора Одеської області (за сумісництвом).
У 2009—2012 роках працював першим заступником Головного прокурора Грузії, в 2012—2015 роках — депутат грузинського парламенту. Відповідає за реформування Генеральної прокуратури.
Основними досягненнями Давида Сакварелідзе називають запуск роботи Генеральної інспекції — внутрішнього органу контролю за діями прокурорів, запуск процесу реформи відомства, масштабні скорочення і кардинальне оновлення кадрового складу прокуратури за допомогою відкритих конкурсів.
|  | «Сакварелідзе створив два департаменту ГПУ: з питань реформ і Генеральну інспекцію. Перший проводить відкриті конкурси на посади голів 170 місцевих прокуратур, які замінять 700 районних та міських. Всіх їх візьмуть на роботу без хабарів, а тому вони з самого початку налаштовані на професійну роботу, а не на прокурорський бізнес. Другий департамент веде розслідування проти співробітників органів прокуратури. Діамантові прокурори — керівники головного слідчого управління ГПУ — були викриті саме Генінспекцією Сакварелідзе» — оглядач Андрій Черніков, «Лівий берег» |

### Ека Згуладзе

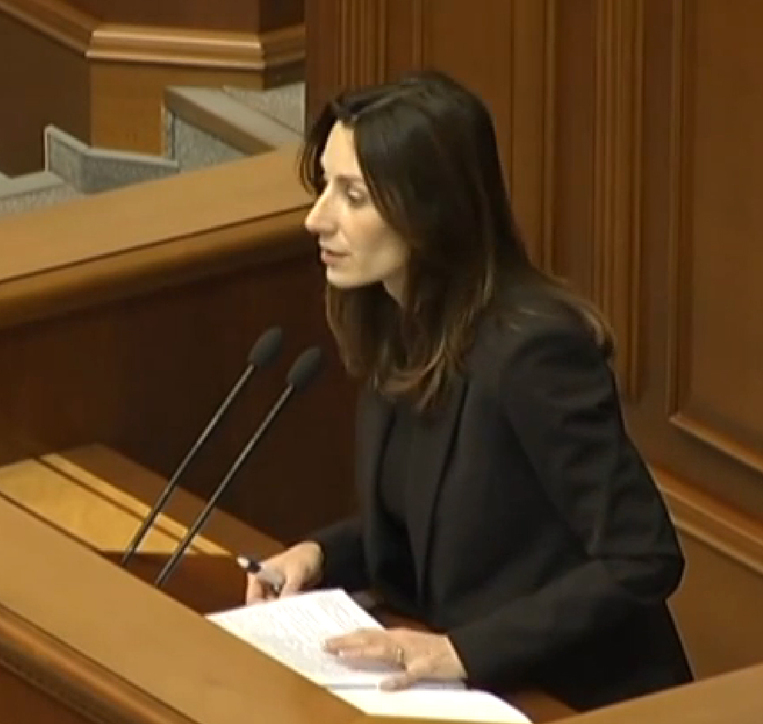
Ека Згуладзе

Заступник міністра внутрішніх справ  (17 грудня 2014 — 11 травня 2016). 
У 2005—2012 роках працювала заступником глави МВС Грузії. Відповідала за реформи всередині відомства, курирувала проект створення нової поліції.
4 липня в Києві прийняла присягу і розпочала свою роботу нова столична патрульна поліція. 23 серпня почала роботу патрульна служба у Львові, 25 серпня — в Одесі. Нова патрульна поліція повинна з'явитися у всіх обласних центрах України до кінця поточного року. Крім того, анонсовано старт набору в новій патрульної поліції ще в 20 містах.
|  | «Я б хотіла, щоб Україна пишалася реформою, бо мало хто з країн перехідного періоду знайшли в собі сили зробити це. Важливий сам крок: поділ функцій МВС і поліції. МВС відходить від міліцейських функцій, тим більше що скоро міліція буде іменуватися поліцією. А МВС буде курирувати не тільки Нацполіцію, але й інші напрямки. Це міграційна служба, прикордонники, Нацгвардія та інші. А правоохоронні функції візьме на себе Нацполіція» - Заступник міністра внутрішніх справ Ека Згуладзе, інтерв'ю газеті «Сегодня» |

### Хатія Деканоїдзе
Начальник Національної поліції України (від 5 листопада 2015 року). 
З 2015 року Хатія Деканоїдзе брала активну участь у суспільному житті України, організувала Громадську і політичну школу для поширення досвіду грузинських реформ та підготовки українських керівних кадрів, а згодом була призначена радником міністра внутрішніх справ України Арсена Авакова.
4 листопада 2015 на позачерговому засіданні Кабінету міністрів України призначена главою Національної поліції України.